# The Farmer's Wife
The Farmer's Wife é uma comédia romântica muda dirigida por Alfred Hitchcock e estrelada por Jameson Thomas, Lillian Hall-Davis e Gordon Harker.

## Enredo
Baseado numa peça homônima, A Mulher do Fazendeiro conta a história de Sweetland (Jameson Thomas), um agricultor que, após se tornar viúvo, decide se casar novamente. Orgulhoso, acredita que todas as mulheres do vilarejo onde vive vão cair a seus pés, mas na verdade ocorre a situação contrária: é rejeitado por todas as suas pretendentes. À medida que vai sendo humilhado pelas mulheres, o fazendeiro começa a perceber que sua empregada, Araminta (Lillian Hall-Davis), está apaixonada por ele.

## Elenco
- Jameson Thomas como Samuel Sweetland
- Lillian Hall-Davis como Araminta Dench, sua empregada
- Gordon Harker como Churdles Ash: his Handyman
- Gibb McLaughlin como Henry Coaker
- Maud Gill como Thirza Tapper
- Louie Pounds como Widow Windeatt
- Olga Slade como Mary Hearn: Corretora
- Ruth Maitland como Mercy Bassett
- Antonia Brough como Susan
- Haward Watts como Dick Coaker
- Mollie Ellis como Sibley "Tibby" Sweetland